# Enchelyurus
Genre
Enchelyurus est un genre de poissons marins de la sous-famille des Blenniinae (famille des Blenniidae).

## Liste des espèces
Selon World Register of Marine Species (30 janvier 2025) :
- Enchelyurus ater (Günther, 1877)
- Enchelyurus brunneolus (Jenkins, 1903)
- Enchelyurus flavipes Peters, 1868
- Enchelyurus kraussii (Klunzinger, 1871)
- Enchelyurus petersi (Kossmann & Räuber, 1877)

## Systématique
Le nom valide complet (avec auteur) de ce taxon est Enchelyurus Peters, 1869,.
Enchelyurus a pour synonyme :
- Enucheyurus

### Étymologie
Le nom générique, Enchelyurus, dérive de la combinaison en grec ancien de ἔγχελυς (enkhelys), « anguille », οὐρά (ourá), « queue », et fait référence à la nageoire caudale effilée de l'espèce Enchelyurus flavipes.

### Publication originale
- (de) W. Peters, « Über die von Herrn Dr. F. Jagor in dem ostindischen Archipel gesammelten und dem konigl. zoologischen Museum uber-gebenen Fische », Monatsberichte der Königlich Preussischen Akademie des Wissenschaften zu Berlin, Académie royale des sciences de Prusse, vol. 1868,‎ 1868, p. 254-281 (lire en ligne).